# GeForce 3
GeForce3 — покоління графічних процесорів сімейства GeForce, розроблене і випущене компанією NVIDIA у 2001 році.
Графічний процесор NVIDIA GeForce3 з підсистемою nfiniteFX та архітектурою пам’яті Lightspeed.

## Технічні характеристики

### GeForce3 Ti 500
- Графічне ядро: 256-біт
- Інтерфейс пам’яті: 128-біт DDR

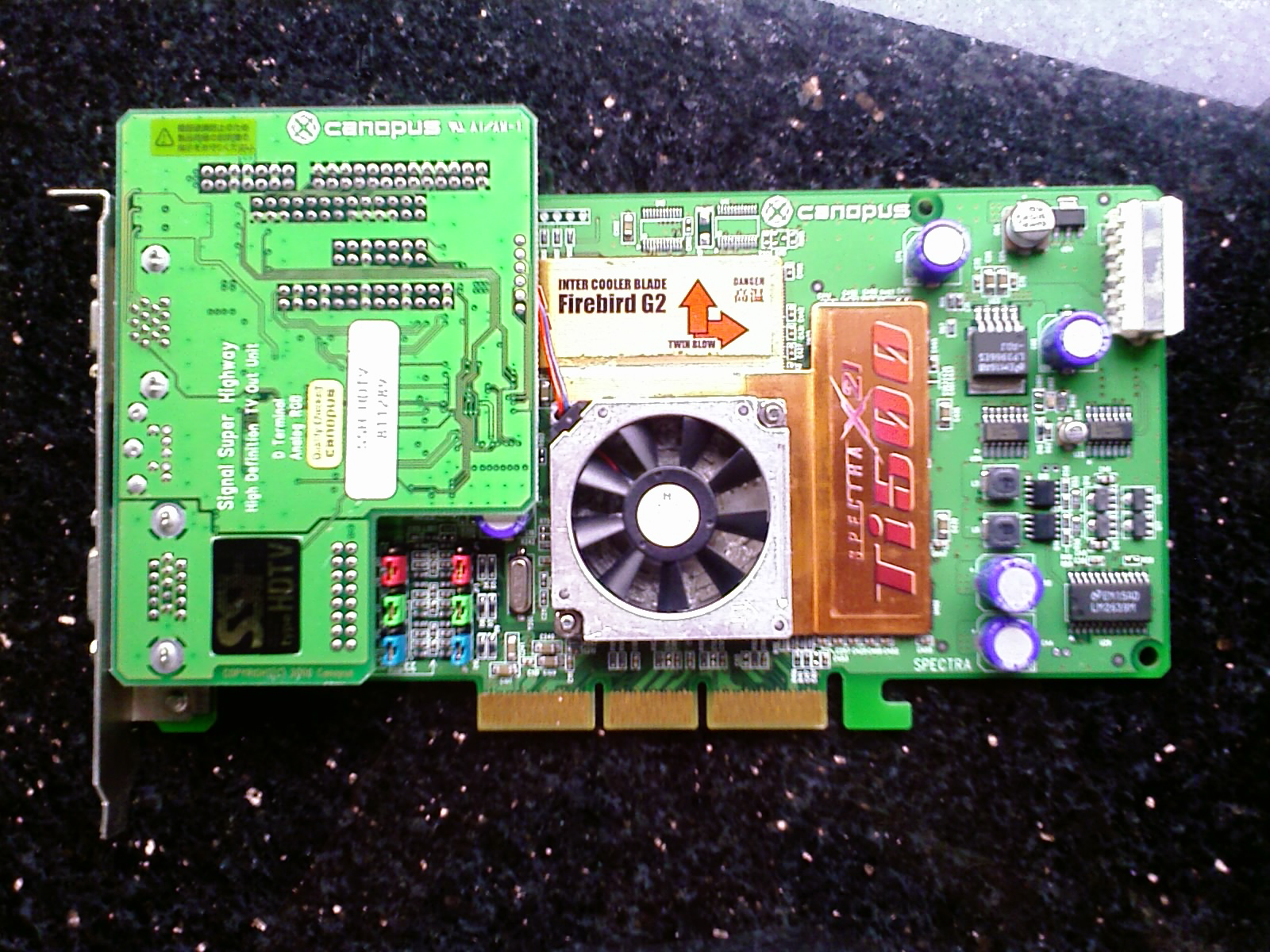
Canopus GeForce3 Ti 500

- Fill Rate: 3840000000 AA семплів/с.
- Продуктивність (операцій/сек): 960 млрд.
- Пропускна спроможність пам’яті: 8,0 Гб/с.

### GeForce3
- Графічне ядро: 256-біт
- Інтерфейс пам’яті: 128-біт DDR
- Fill Rate: 3200000000 AA семплів/с.
- Продуктивність (операцій/сек): 800 млрд.
- Пропускна спроможність пам’яті: 7,36 Гб/с.

### GeForce3 Ti 200
- Графічне ядро: 256-біт
- Інтерфейс пам’яті: 128-біт DDR

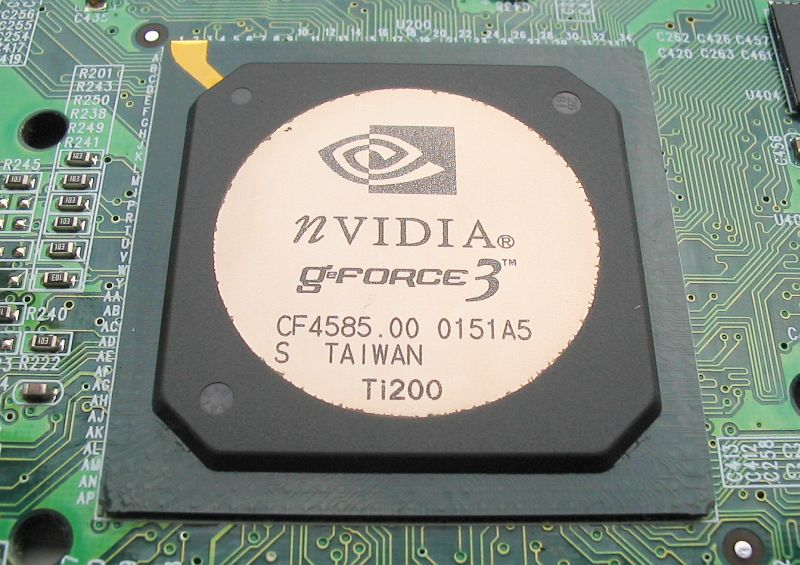
GeForce3 Ti 200 GPU

- Fill Rate: 2800000000 AA семплів/с.
- Продуктивність (операцій/сек): 700 млрд.
- Пропускна спроможність пам’яті: 6,4 Гб/с.